# Miguel Castillo Bracho
Miguel Fernando Castillo Bracho (f. Caracas, Venezuela, 11 de mayo de 2017) fue un comunicador social venezolano egresado de la Universidad Santa María asesinado durante las protestas en Venezuela de 2017.

## Asesinato
El 11 de mayo de 2017, Miguel se encontraba en avenida principal de Las Mercedes, municipio Baruta, en Caracas, cuando funcionarios de la Guardia Nacional dispararon con esferas metálicas, impactándolo a la altura del intercostal izquierdo.
El 13 de julio se convocó a una marcha nocturna en honor a los muertos durante las protestas, incluido Castillo, marchando hacia los lugares donde fallecieron los manifestantes. El inspector disidente del CICPC, Óscar Alberto Pérez, apareció sorpresivamente en la marcha, antes de irse y desaparecer.
El asesinato de Miguel Castillo fue documentado en un reporte de un panel de expertos independientes de la Organización de Estados Americanos, considerando que podía constituir un crimen de lesa humanidad cometidos en Venezuela junto con otros asesinatos durante las protestas. Para 2021 Carmen Bracho, la madre de Miguel Castillo, denunció que todavía no se había hecho justicia por la muerte de su hijo y que hasta ahora no ha podido tener acceso al expediente de su hijo.